# Accelerative integrated method
De accelerative integrated method (AIM) is een lesmethode om talen te leren, ontwikkeld door de Canadese lerares Frans Wendy Maxwell. De methode is beschikbaar voor de talen Engels, Frans en Spaans.

## Achtergrond
AIM is een manier om talenonderwijs te geven op zowel basisscholen als middelbare scholen.
Bij AIM wordt er veel gebruikgemaakt van gebaren bij het spreken, met als doel het aanleren van vocabulaire en zinsstructuren. Leerlingen spreken en horen vanaf de eerste dag alleen de taal die er geleerd moet worden. Schrijven en lezen komt pas later aan bod, wanneer de leerlingen al kunnen spreken. De methode is gebaseerd op de natuurlijke taalontwikkeling van een kind. Eerst zal een kind naar een taal luisteren, dan die gaan spreken en pas als laatste gaan lezen en schrijven. De traditionele lesmethoden draaien dit om: deze beginnen met schrijf- en leesvaardigheid, en pas later komt de spreek- en luistervaardigheid aan bod.
In de klas geldt de regel doeltaal=voertaal, dus spreken de leerlingen vanaf de eerste dag alleen de taal die geleerd moet worden. In de eerste weken wordt er geen gebruikgemaakt van boeken, maar ligt het accent op het spreken. Leerlingen leren in het begin de werkwoorden doordat ze ze voorgedaan krijgen door de docent(e). Ze moeten dan de uitspraak en het gebaar herhalen en het zelf doen. Er wordt dus veel bewogen in lessen, vooral in het begin. Verder zijn acteren, zingen en presenteren ook belangrijk.

## Huiswerk en toetsing
Het huiswerk bestaat in het begin voornamelijk uit thuis met behulp van een dvd gebaren en uitspraak oefenen en later ook uit schriftelijke opdrachten. Het gebruik van het Nederlands wordt nog steeds vermeden. Er moeten bijvoorbeeld verhalen worden geschreven, woorden worden ingevuld in een zin, of zinnen worden gevormd.
Ook presentaties voorbereiden, toneelstukken oefenen en verhalen lezen kunnen tot het huiswerk behoren.
Omdat in de toetsen evenmin Nederlands wordt gebruikt, wordt er nooit gevraagd woorden te vertalen. Er kan bijvoorbeeld wel om de definitie van een woord worden gevraagd.
Soms moeten woorden in de goede volgorde worden gezet, bijvoorbeeld:
- acheter des pour au pommes Marie est supermarché allée. (Marie est allée au supermarché pour acheter des pommes.)
- passée prairie campé une nous la grande avons semaine dans. (La semaine passée nous avons campé dans une grande prairie.)

Of er moeten opdrachten worden uitgevoerd zoals:
- Écrivez une lettre en français. (Schrijf een brief in het Frans.)
- Écrivez que tout va bien. (Schrijf op dat alles goed gaat.)
- Demandes ton ami s'il a déjà lu ton autre lettre. (Vraag je vriend of hij je andere brief al heeft gelezen.)

Het zou ook een opdracht kunnen zijn waarin het de bedoeling is de foute zin(structuur) of het foute woord uit een rij te halen. Verder kan een docent(e) altijd zelf creatieve invulling aan een toets geven.